# Visibilidad (geometría)

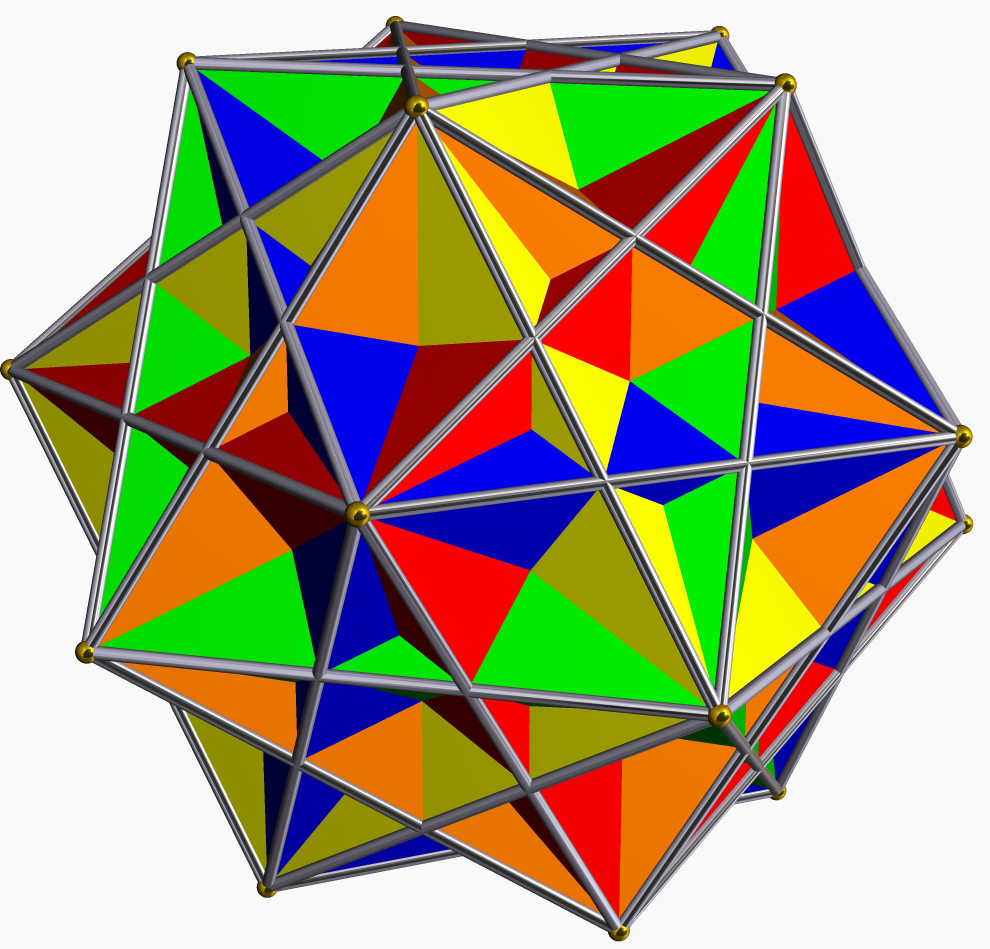
Composición de cinco cubos, dejando visibles algunas de sus aristas.

La visibilidad es una abstracción matemática de la noción existente en la vida cotidiana de visibilidad. Se emplea en geometría y se define como aquel segmento de línea que no se interseca con cualquier otra figura. La visibilidad de figuras geométricas es un problema a resolver en el campo de la geometría computacional. Mostrando aplicaciones en computación gráfica (en la determinación de cara oculta) y en el dominio de la robótica planificación de movimiento.